# Monte Bangeta
El Monte Bangeta también conocido como el Monte Sarawaget, es la montaña más alta de la provincia de Morobe, en Papúa Nueva Guinea en Oceanía. Se encuentra en la Cordillera de Saruwaged y alcanza los 4.121 metros (13.520 pies) lo que lo convierte en una de las montañas más altas del país.